# チオストレプトン
チオストレプトン（英：Thiostrepton）とはストレプトマイセス属の細菌によって生合成される、環形オリゴペプチド系（チオペプチド系）抗生物質であり、複素環含有リボソーム翻訳系翻訳後修飾ペプチド（RiPPs）に分類される。Streptomyces azureusやStreptomyces laurentiiなどから単離することができる。

## 歴史
チオストレプトンは1955年に抗細菌作用のある天然物として発見され、1970年に構造が確定された。2005年には全合成経路が発表された。2009年にはチオペプチド系の生合成経路が複数の研究グループより4本の論文として別々に発表され、そのうちの2本ではチオストレプトンの生合成について似た経路が提示された。これらの研究により、リボソーム翻訳系翻訳後修飾ペプチド（RiPPs）であることが判明した。

## 利用
チオストレプトンは動物に対して、グラム陽性菌の感染による乳腺炎や皮膚病の治療に利用される。通常はネオマイシン、ナイスタチン、ステロイド類など種々の有効成分と混合させて利用されるが、ヒトに処方される軟膏には、チオストレプトンは含まれていない。
転写因子の1種FOXM1を不活性にすることで、乳がん細胞への選択的な活性を示し、シスプラチンに耐性を持った乳がん細胞にも有効であることがin vitroで示された。
分子生物学ではチオストレプトン耐性遺伝子が選択マーカーとして利用されている。

## 生合成
チオストレプトンの生合成遺伝子クラスターには、tsrAからtsrUまで21の遺伝子が存在する。チオストレプトンの前駆物質は58のアミノ酸からなるペプチドであり、そのうち44アミノ酸がリーディングペプチド、17アミノ酸が構造ペプチド（IASASCTTCICTCSCSS）となっている。前駆物質が生成されると、脱水環酵素（TsrO）と脱水素酵素（TsrM）によって、全てのシステインがチアゾールかチアゾリンへと触媒され、脱水酵素（TsrJ、K、S）によってセリンが脱水アラニンへと触媒される。TsrNとLによって触媒される複素ディールス・アルダー環化反応によって、脱水素ピペリジンが生成されることが確実視されているが、メカニズムについては諸説ある。キナルジン酸部位は9つの酵素（TsrF、A、E、B、D、U、P、Q、I）に触媒されることで、トリプトファンから生成され大環キナルジン酸を形成する。最後にTsrRによってイソロイシンが酸化され、チオストレプトンが生成される。

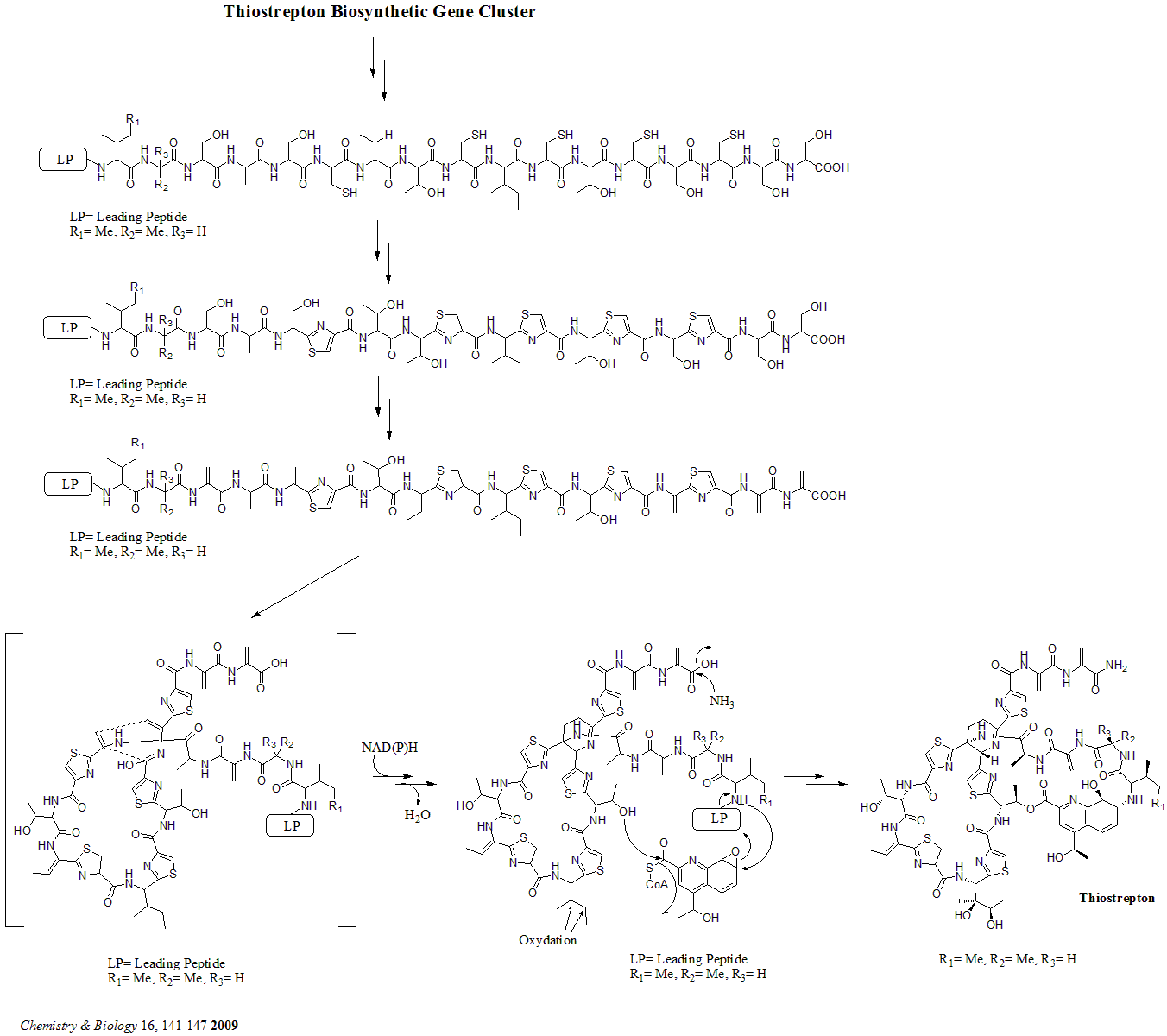

## 全合成
チオストレプトンの全合成は2005年にNicolaouらによって発表された。研究チームはまず、Dehydropiperidine core（2）、Thiazoline macrocycle（3）、Bis-dehydroalanine tail（4）、Quinaldic acid macrocycle（5）を別々に合成し、その後それらを下図のように順々につなげていくことでチオストレプトンの合成を成功させた。

### チオストレプトンの構成要素

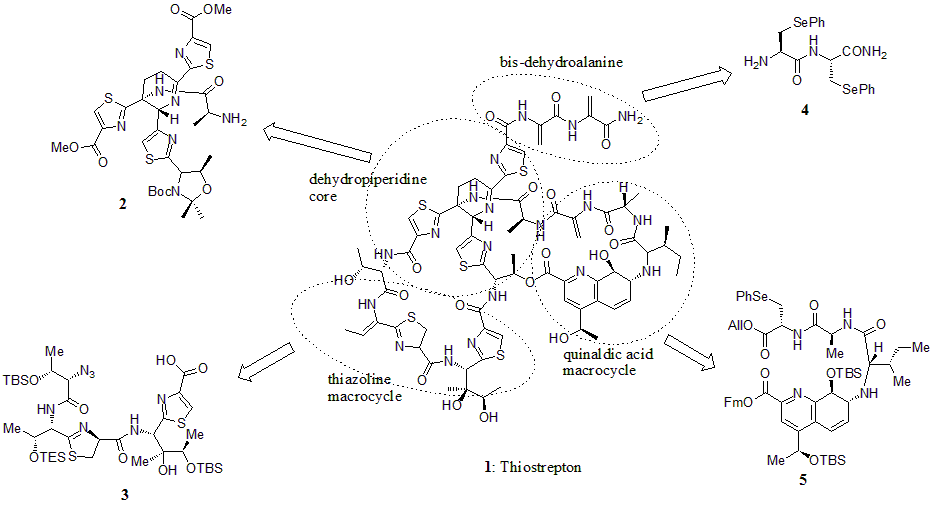

### 全合成体系

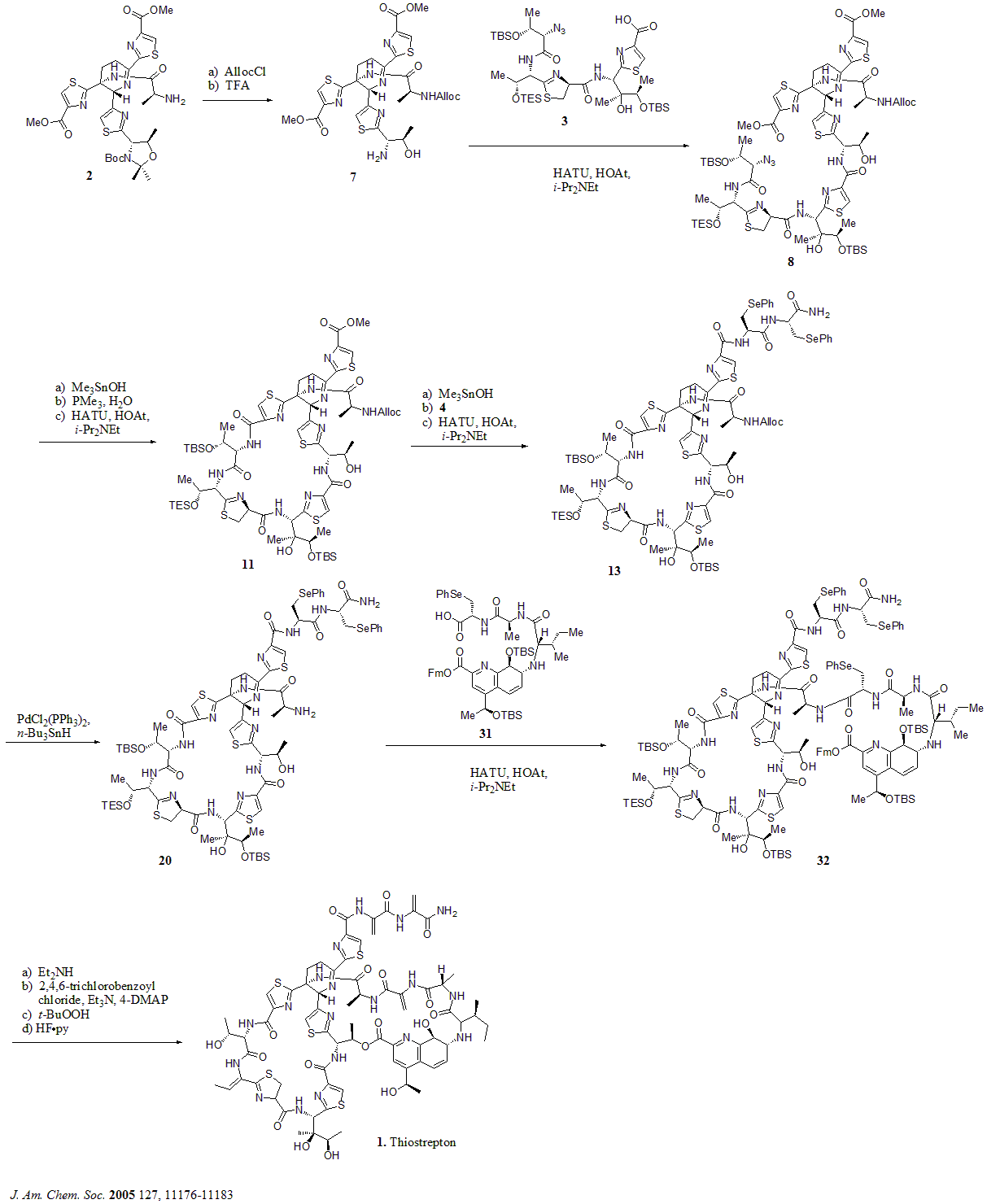